# یحیی شمس
یحیی شمس (زاده ۱۳۱۰ مسجدسلیمان) سیاست‌مدار ایرانی است، که در دوره بیست‌وسوم مجلس شورای ملی ایران بعنوان نماینده مسجدسلیمان از استان خوزستان در مجلس شورای ملی حضور داشت.